# Università di Gibuti
L'Università di Gibuti (in arabo جامعة جيبوتي‎? ed in lingua francese Université de Djibouti) è un'università di Gibuti.